# Jean-Marc Ayoubi
Jean-Marc Ayoubi, né à Koura au Liban le 29 septembre 1963, est un gynécologue obstétricien franco-libanais, professeur des universités à l'UFR des sciences de la santé Simone Veil de l'UVSQ, rattachée à l'université Paris-Saclay, et chef du service de gynécologie obstétrique et médecine de la reproduction à l'hôpital Foch.

## Biographie
Le professeur Jean-Marc Ayoubi est principalement renommé pour être celui qui a permis la première transplantation utérine française,. À la suite d'une fécondation in-vitro, cette greffe a donné lieu à la naissance de la petite Misha le 12 février 2021.
Reconnu en chirurgie gynécologique et particulièrement pour l'application des technologies de chirurgie robotique dans cette spécialité, il a contribué, en collaboration avec le professeur Mats Brännström, au développement de cette technique pour la greffe utérine.
Rejoint à l’hôpital Foch de Suresnes par le professeur René Frydman, père du premier « bébé éprouvette » français, il est également reconnu pour son expertise en médecine de la reproduction et la prise en charge de l'infertilité.

## Distinctions
- Chevalier de l'ordre national du Mérite
- Chevalier de la Légion d'honneur